# TEA (kryptografia)
TEA (Tiny Encryption Algorithm) – prosty w implementacji symetryczny szyfr blokowy opracowany przez Rogera Needhama i Davida Wheelera w 1994 roku.
Szyfr oparty jest na sieci Feistela i wykorzystuje operacje z mieszanych grup algebraicznych. Cechuje się małą zajętością pamięci, dużą szybkością szyfrowania, wysoką odpornością na kryptoanalizę różnicową i zdolnością do pełnej dyfuzji już po sześciu rundach.